# Saúl Zamora
Saúl Zamora Romero (ur. 26 marca 2003 w León) – meksykański piłkarz występujący na pozycji defensywnego lub środkowego pomocnika, od 2023 roku zawodnik Tapatío.